# Calmont (Aveyron)
Calmont (auch Calmont-de-Plancatge genannt) ist eine französische Gemeinde mit 2.208 Einwohnern (Stand 1. Januar 2022) im Département Aveyron in der Region Okzitanien. Sie gehört zum Arrondissement Villefranche-de-Rouergue und zum Kanton Monts du Réquistanais. Die Bewohner werden Calmontois und Calmontoises genannt.

## Geographie
Die Gemeinde liegt rund 45 Kilometer nordöstlich von Albi und zwölf Kilometer südwestlich von Rodez. Nachbargemeinden sind Luc-la-Primaube im Norden, Flavin im Nordosten, Comps-la-Grand-Ville im Südosten, Sainte-Juliette-sur-Viaur im Süden, Manhac im Westen und Baraqueville im Nordwesten.
An der östlichen Gemeindegrenze verläuft der Viaur, an der westlichen sein Nebenflüsschen Nauze.

### Verkehrsanbindung
Das Ortszentrum liegt abseits überregionaler Verkehrsverbindungen. Im äußersten Norden queren die Nationalstraße N88 und die Départementsstraße D888 das Gemeindegebiet. Im Viaur-Tal verläuft die D902. Rund acht Kilometer südlich liegt der Flugplatz Cassagnes-Beghonès.

## Bevölkerungsentwicklung
| Jahr      | 1968 | 1975 | 1982 | 1990 | 1999 | 2006 | 2019 |
| Einwohner | 1163 | 1116 | 1224 | 1437 | 1582 | 1859 | 2166 |

## Sehenswürdigkeiten
- Basilika Notre-Dame de Ceignac mit wertvoller Ausstattung
- Kirche Saint-Amans im Ortsteil Magrin
- Kirche Saint-Jean-Baptiste
- Markthalle aus dem 16. Jahrhundert, seit 1937 als Monument historique klassifiziert
- Reste der Burg Calmont

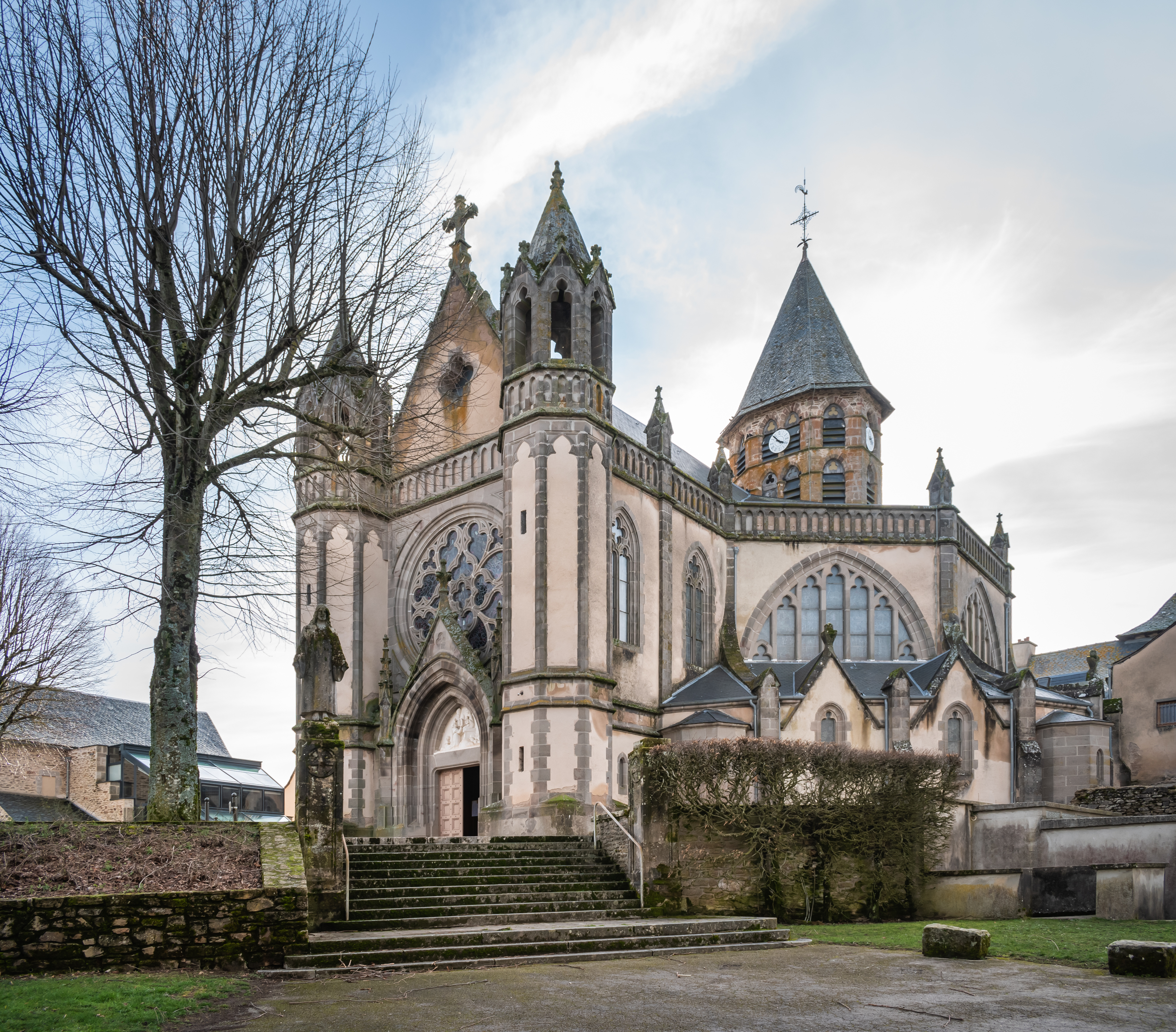
Basilika Notre-Dame de Ceignac
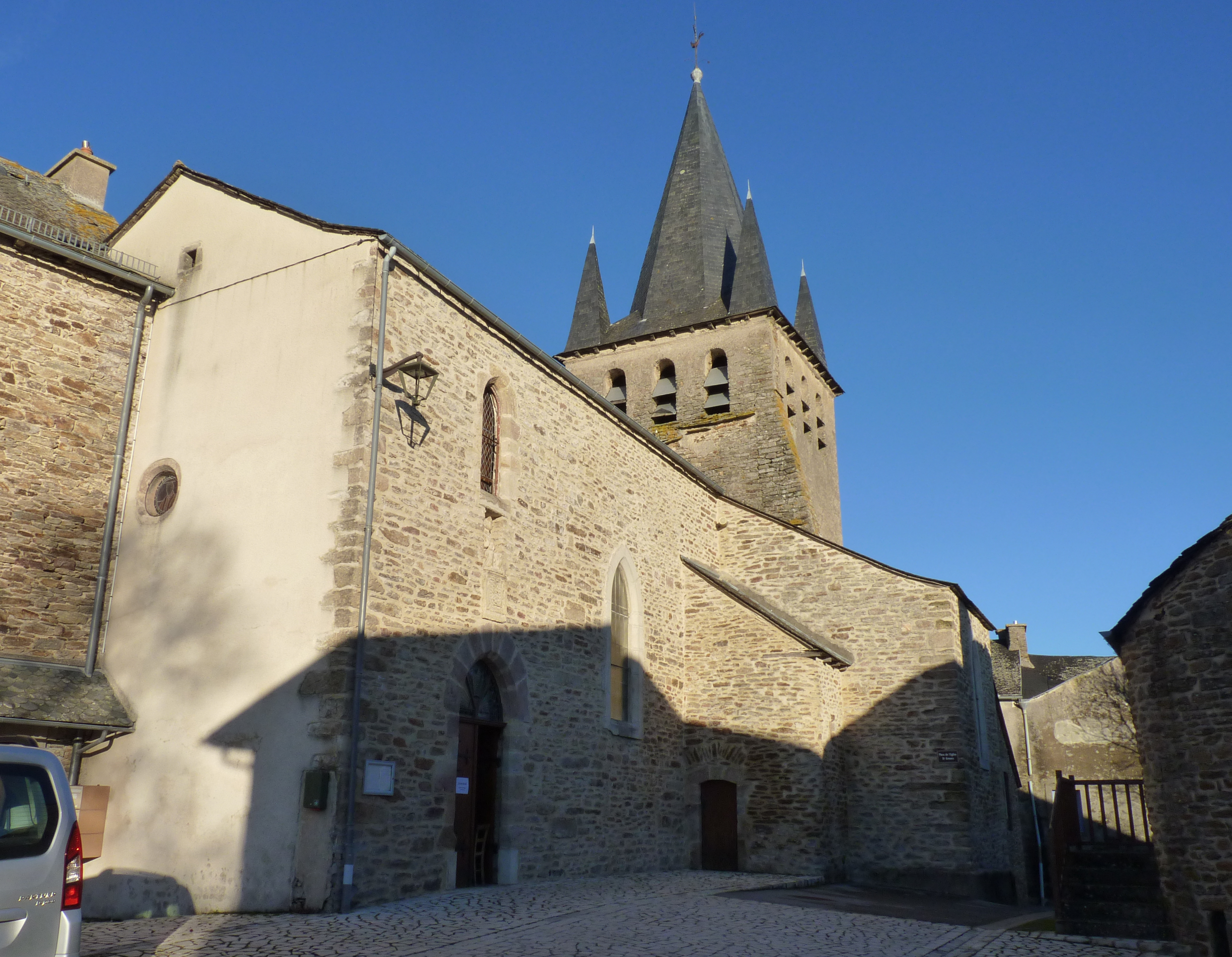
Kirche Saint-Amans
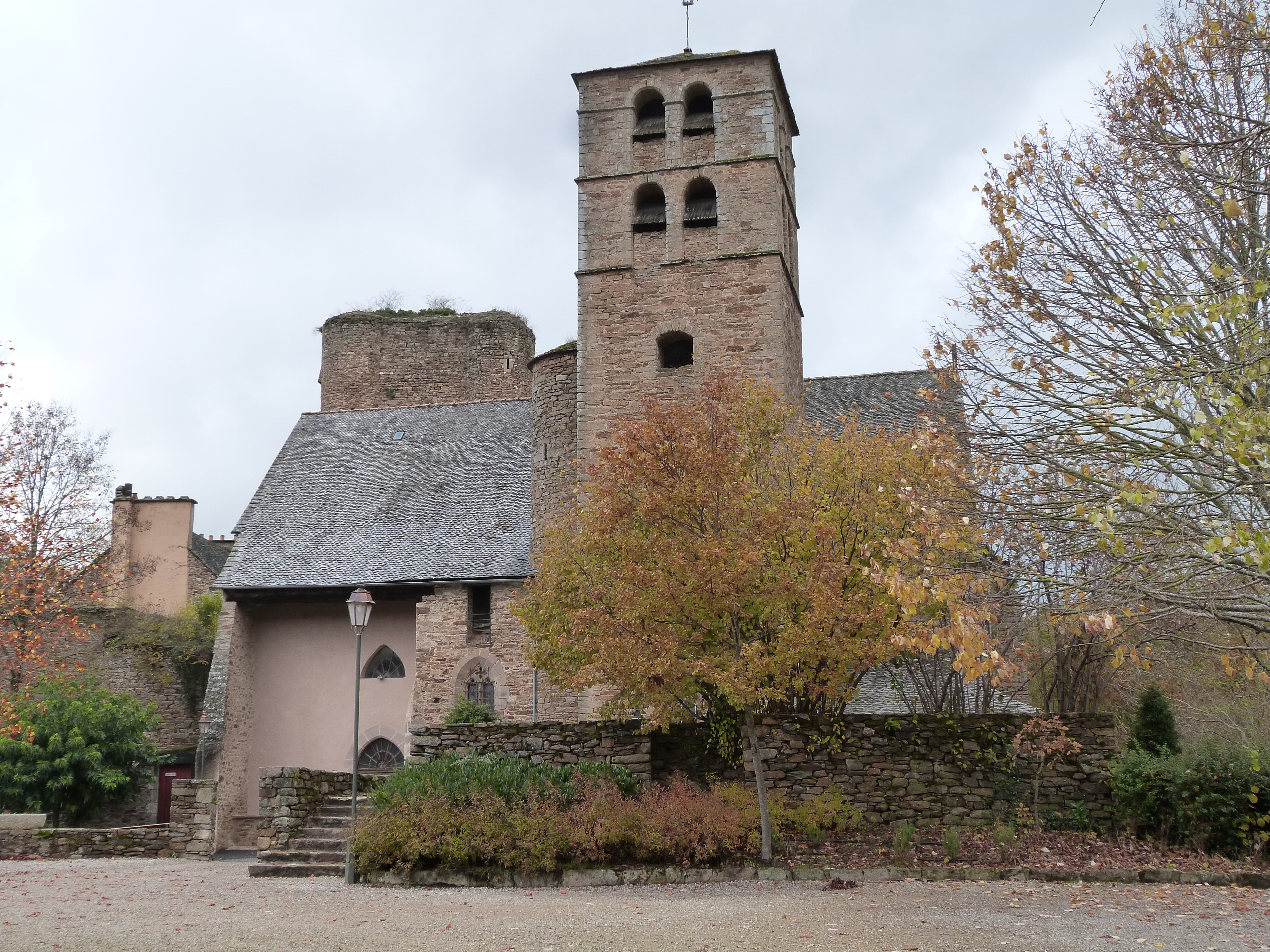
Kirche Saint-Jean-Baptiste
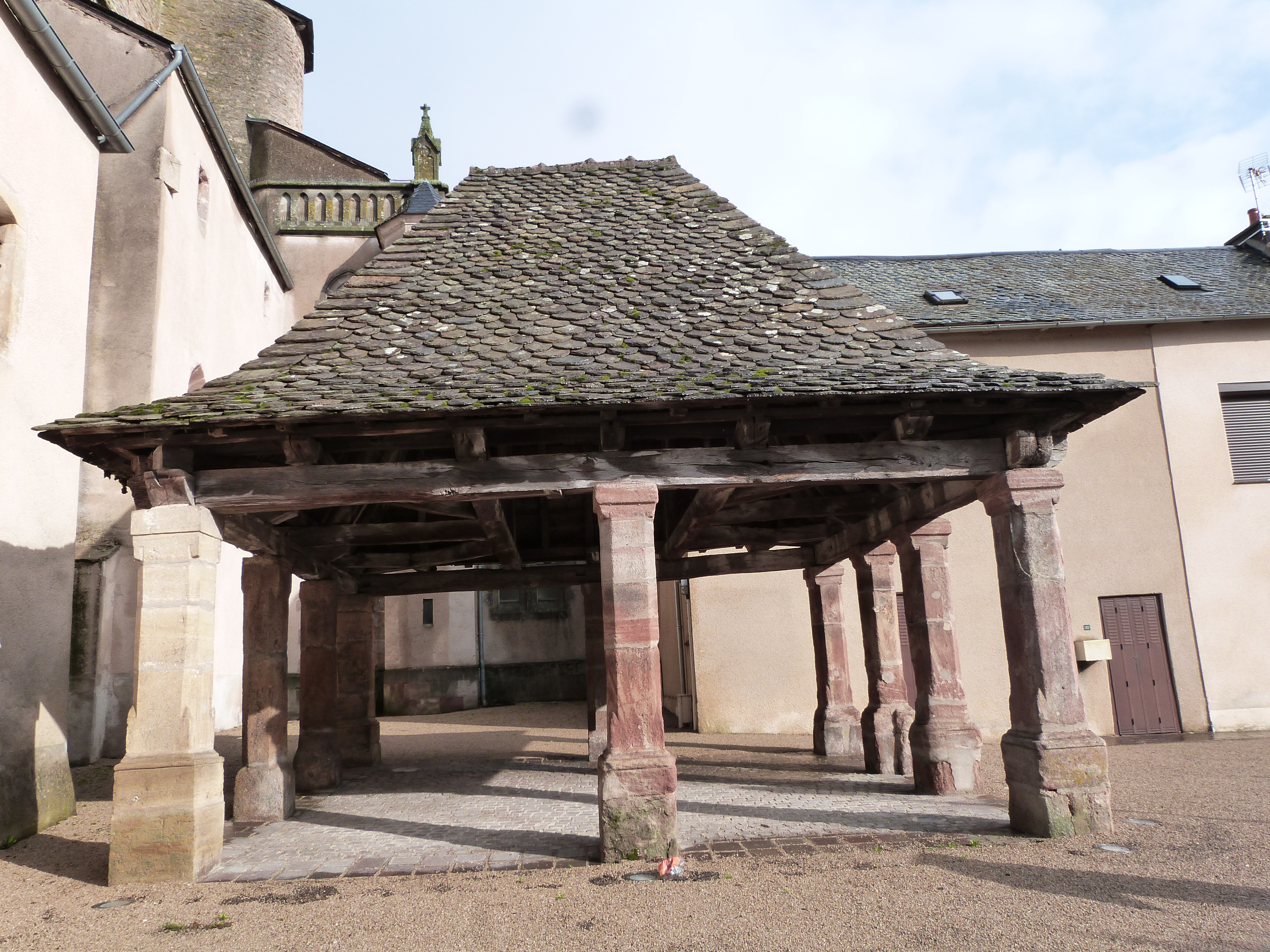
Markthalle
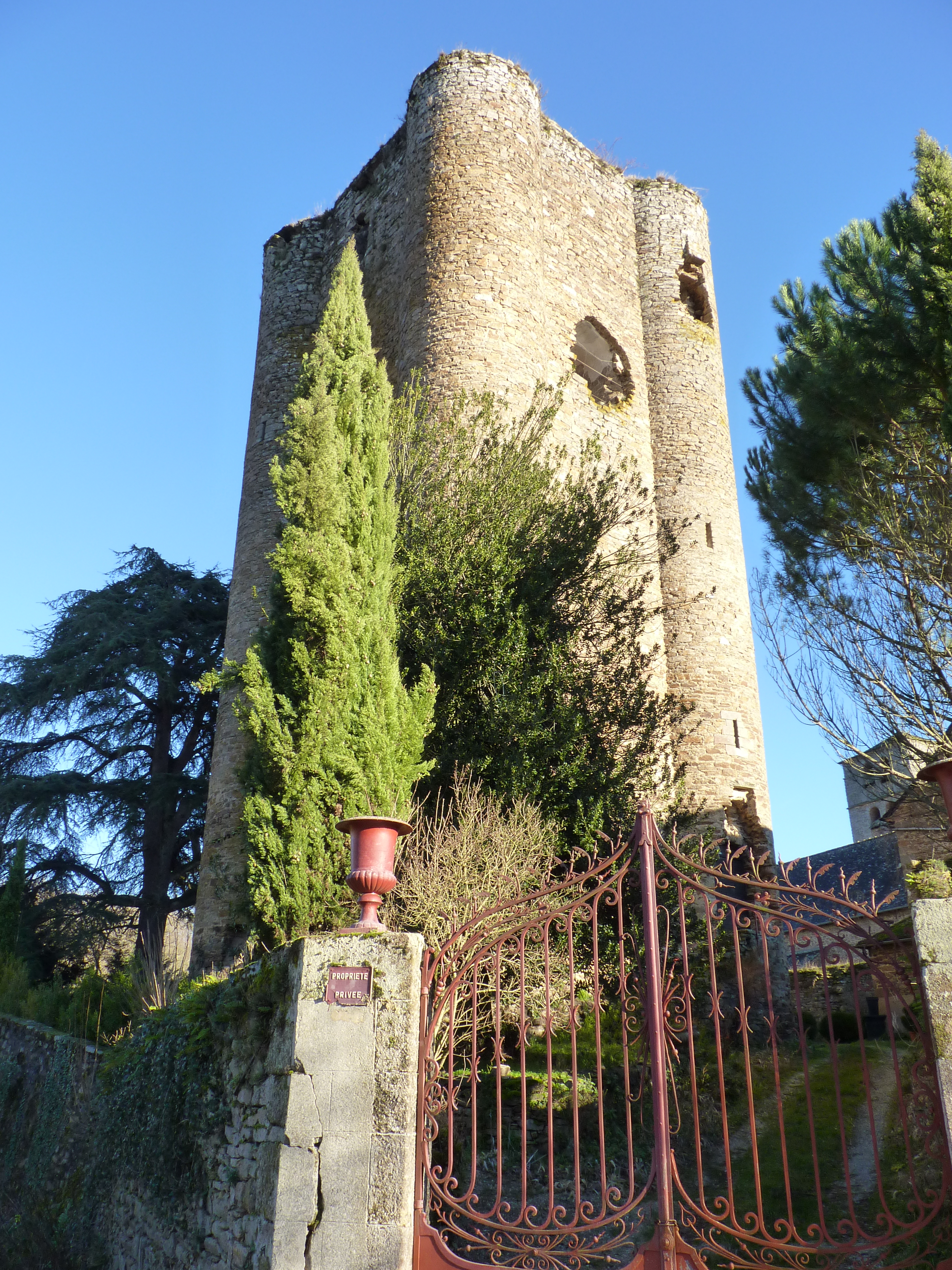
Donjon der ehemaligen Burg Calmont